# Mysmenella mihindi
Mysmenella mihindi är en spindelart som beskrevs av Léon Baert 1989. Mysmenella mihindi ingår i släktet Mysmenella och familjen Mysmenidae.
Artens utbredningsområde är Rwanda. Inga underarter finns listade i Catalogue of Life.